# Barbara Wenta
 Barbara Wenta z domu Wojciechowska (ur. 15 marca 1953 w Tczewie) – polska wioślarka, medalista mistrzostw Europy.

## Życiorys
Brązowa medalistka mistrzostw Europy z roku 1973 w czwórce ze sternikiem (partnerkami były: Anna Karbowiak, Bogusława Kozłowska, Małgorzata Kawalska, Marta Pełeszok (sterniczka)).
Uczestniczka mistrzostw świata w:
- roku 1974 w czwórce ze sternikiem, podczas których polska osada (partnerkami były:Anna Karbowiak, Bogusława Kozłowska, Małgorzata Kawalska, Marta Pełeszok (sterniczka) zajęła 6. miejsce.

Na igrzyskach olimpijskich w roku 1976 w Montrealu wystartowała w ósemkach (partnerkami były: Anna Brandysiewicz, Bogusława Kozłowska, Danuta Konkalec, Aleksandra Kaczyńska, Róża Data, Maria Stadnicka, Mieczysława Franczyk, Dorota Zdanowska (sternik)). Polska osada zajęła 7. miejsce.
Była zawodniczką Unii Tczew.